# 萬佛寺 (成都)
萬佛寺是中國成都一座已經不存在的佛教寺廟，遺址位於市一環路北二段與白馬寺街交叉路口北側，即成都老城西門外。

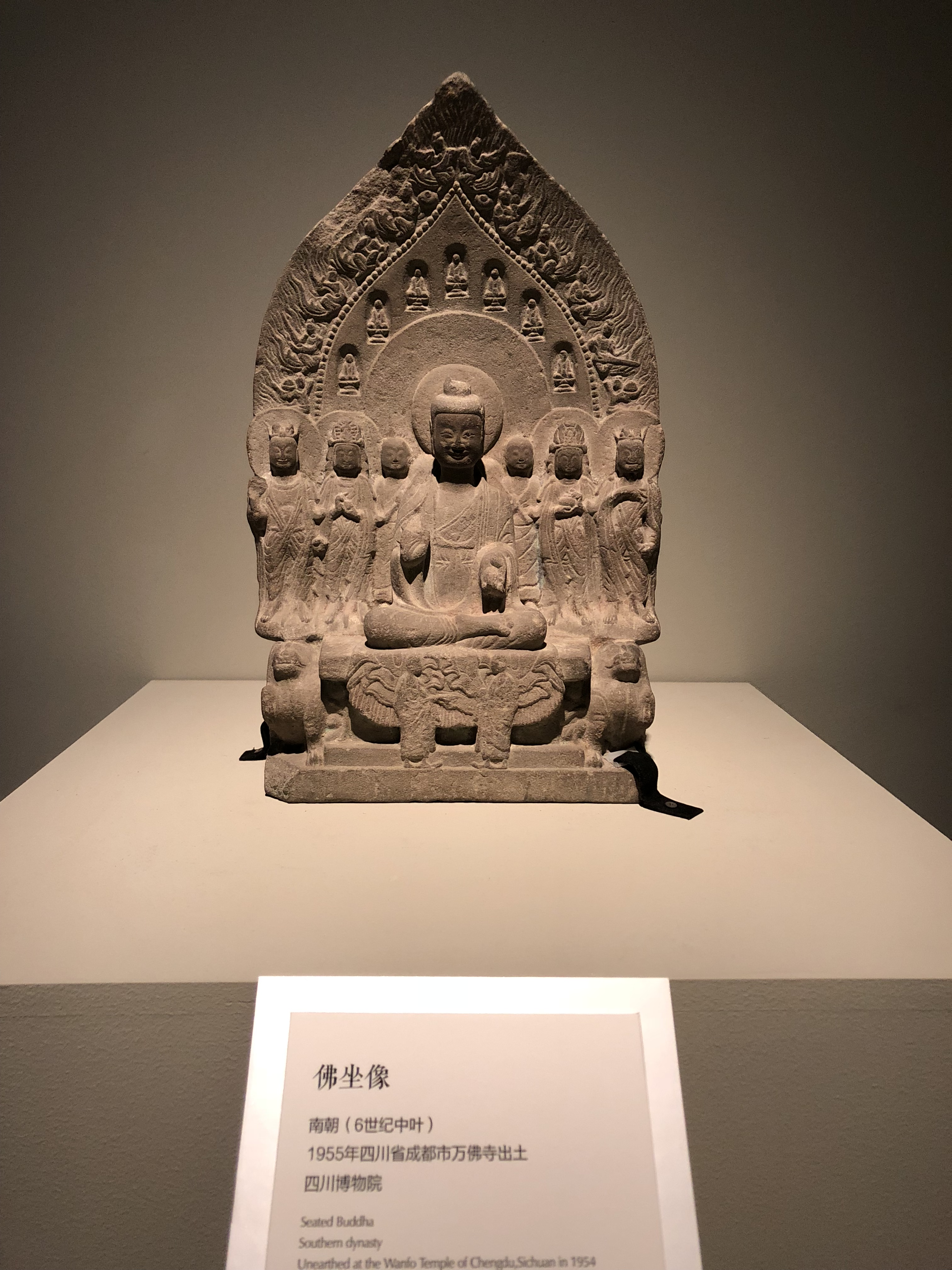
萬佛寺出土南朝佛坐像

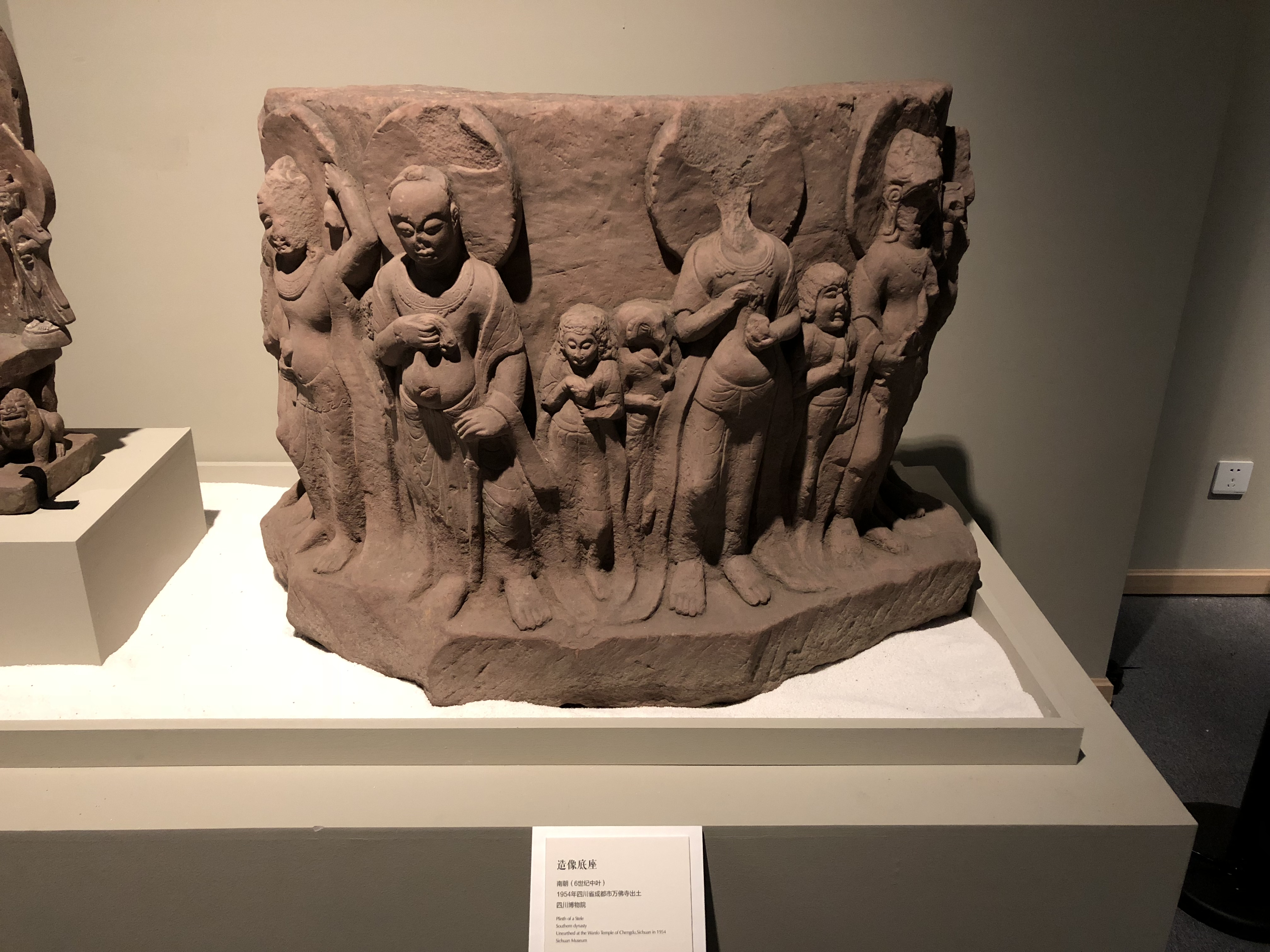
萬佛寺出土南朝造像底座

## 歷史
相傳始建於東漢延熹年間（158-167年），南朝時此寺名安浦寺，唐開元十六年（728年）由高麗僧人釋無相重建，改名淨眾寺。唐末會昌滅法，淨眾寺被毀，宣宗年間（810-859年）再次復興。宋代名為淨因寺，南宋孝宗隆興年間曾一度為「交子務」所在地。明稱淨因寺、竹林寺、萬佛寺、萬福寺等，同時也漸漸變成墓地。明末毀於張獻忠戰火。

## 考古發現
1882至1954年間，曾先後五次出土南朝佛教造像，除了部分流失海外，四川博物院、中國國家博物館、北京故宮博物院等地也有收藏。2015年3月，鄰近的通錦路工地也發現了一面積約2,500平方公尺的盛唐人工園林遺址，內有18座墓穴、水井1個、灰坑8個、溝渠3條、池塘1座及大量生活用陶瓷器和少量興佛教有關的石刻造像及建築構件。根據遺址位於推測，其中一種可能是萬佛寺的園林。